# ЯРМІЗ
«ЯРМІЗ» — Центр реадаптації та реабілітації. Сфера діяльності Центру ЯРМІЗ – психологічна, соціальна допомога учасникам бойових дій в Україні із числа учасників АТО (ООС), військовослужбовців Збройних сил України, а також членів їх родин та родин, котрі зазнали втрат, на шляху до реінтеграції та повернення до цивільного життя. 

## Назва
Слово «ярміз» (також «ярміс»), означає «вихід» (можливість, спосіб вийти зі складного, загрозливого становища), давати лад, порятунок. Це слово згадується в «Енеїді» Івана Котляревського:
|  | На те Юнона повернула і в голові так коверзнула, щоб зараз учинить ярміз. |

## Історія
Центр «ЯРМІЗ» заснований 27 листопада 2019 року за ініціативи ветеранів та волонтерів. До складу основної команди входять члени родин учасників бойових дій. У психологічному напрямку задіяні військові психологи, які працюють з цільовою аудиторією з 2014 року.

## Діяльність

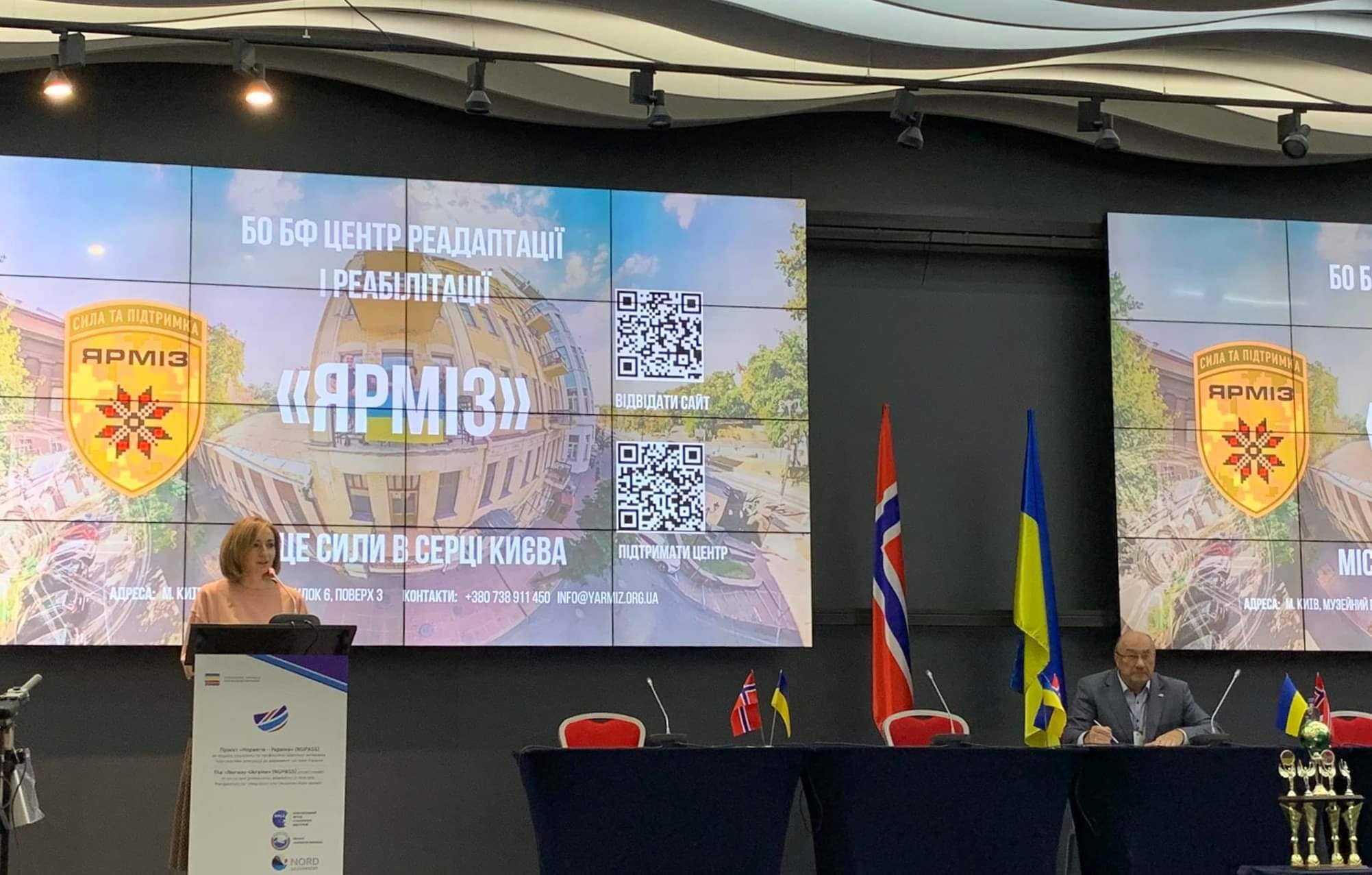
Презентація психологічної програми для ветеранських сімей. 29 жовтня 2021 року

З 2024 року діяльність Центру спрямована на:
- психологічну, соціальну підтримку ветеранів та членів їх родин;

- формування стандартів якісного надання послуг родинам військовослужбовців, ветеранів;
- підсилення компетентності та обізнаності фахівців в темах родинного консультування.

Входить до Коаліцію ветеранських просторів.
Програмну діяльність Центру «ЯРМІЗ» складають: 
- Програма індивідуальних та парних психологічних консультацій;
- Програма "5 кроків резильєнтності. Для тих, хто чекає" (групи підтримки партнерок учасників бойових дій);
- Програма навчання психологів особливостям парного консультування родин військовослужбовців та ветеранів.

## Проєкти
- Соціологічне дослідження на тему «Роль ветеранської спільноти у розбудові демократичного суспільства»  ініційоване Центром ЯРМІЗ наприкінці 2020 року та проводилося за підтримки Представництва Фонду імені Фрідріха Еберта в Україні у партнерстві з Київським інститутом проблем управління імені Горшеніна. За методологією соціологічного дослідження було проведено шість фокус-груп у Києві, Запоріжжі, Кропивницькому, Чернігові та Львові. Також відбулося 1000 особистих інтерв'ю в усіх областях України, з урахуванням регіонального розподілу осіб, які мають відповідний статус, типу населеного пункту, а також гендерної квоти. У 2022 році плануються проєкти розвитку громадянської освіти, національно-патріотичного виховання, упровадження принципів гендерної рівності та утвердження нульової толерантності до насилля; захист прав людини та демократії. В січні 2022 презентовано результати Соціологічного дослідження[2].

- У 2021 році стартував проєкт психологічної підтримки для пар «Міцні зв'язки — сильні пари». Це перший в Україні пілотний проєкт для сімей учасників бойових дій з психологічною підтримкою в подоланні травматичних наслідків збройного конфлікту на Сході України та допомозі у поверненні до мирного життя. Проєкт передбачає комплексний родинний підхід та відновлення гармонійних стосунків. Робота над адаптацією першоджерела програми «Strong Bonds, Strong Couples (SBSC)» (USA) авторства Сью Джонсон[3] та Кетрін Рім[4][5] проводилася протягом двох років. У жовтні 2021 року в Центрі «ЯРМІЗ» було проведено перший практичний курс з родинами.

- Проєкт «Заснування Ветеранського мовного центру «Діалог» як місця презентації культур». Для втілення ідеї першим етапом була проведена краудфандингова кампанія на платформі Спільнокошт. Додаткову суму надали донори — Представництво Європейського Союзу в Україні та Міжнародний Фонд «Відродження». [6] Освітня програма задовольняє потреби 3-х з 6-ти основних компетенцій, які за рекомендаціями Європарламенту та Ради ЄС мають міститися в програмах освіти дорослих, а саме: .спілкування рідною мовою, спілкування іноземною мовою, самовираження в культурі[джерело?] В рамках проєкту започатковано Ветеранський етнофестиваль «Квітка ЯРМІЗ»[7]. Його мета — привернути увагу до мовного і культурного різноманіття Європи, яке варто підтримувати, розвиваючи мовні навички впродовж життя, а також суспільна демонстрація важливості ролі ветеранської спільноти на шляху євроінтеграції України, демонстрація ролі ветеранів та ветеранок як захисників та захисниць європейських цінностей та амбасадорів національної ідентичності України.
- Проєкт «Сім’я лідер – цінності для передачі поколінням» – навчання родин ветеранів та ВПО сімейному підприємництву, за підтримки Посольства Великої Британії. Чотиримісячний курс навчання в онлайн форматі включив: 13 модулів "сімейний бізнес", курс психологічної підтримки, курс лекцій з гендерної грамотності та побудови стратегії досягнення балансу «робота-життя» та «робота-сім’я», курс лекцій зі сталого розвитку та адаптації сімейних бізнесів до екологічно дбайливих.
- Проєкт “Право бути щасливими” спрямований на навчання фахівців та роботу з дітьми-підлітками (13-15 років) та їх батьками - родинами, що постраждали внаслідок війни. В рамках проєкту створено Методичні рекомендації для фахівців «Психосоціальна підтримка підлітків, що пережили страхіття війни»[8] та Пам’ятка для батьків: як налагодити комунікацію з дитиною, що постраждала внаслідок війни[9] Проєкт реалізовано за фінансової підтримки Європейського Союзу та Міжнародного фонду «Відродження».

- Проєкт «Культурно-психологічна компетентність психолога у супроводі військовослужбовців» присвячений підготовці психологів (військових і цивільних), наданні їм системної теоретико-практичної підготовки для супроводу військовослужбовців та проведення практичних заходів, спрямованих на збереження психічного здоров’я військовослужбовців. Проєкт реалізовано за підтримки Представництва Фонду імені Фрідріха Еберта в Україні. [10]
- Проєкт «Інклюзивне суспільство в Україні. Довідник практичних рекомендацій» втілено Центром за підтримки Європейського Союзу та Міжнародного фонду «Відродження» в рамках спільної ініціативи «EU4USociety». Мета проєкту: сприяння соціально-побутовій адаптації й соціально-середовищній орієнтації людей з інвалідністю із числа Захисників і Захисниць, а також цивільних, котрі постраждали від війни, шляхом створення та розповсюдження інформаційно-просвітницьких продуктів із залученням фахівців у сфері інклюзивного розвитку. Сприяти формуванню інклюзивної культури в суспільстві, виробленню інклюзивної поведінки громадян України. [11] У рамках проєкту було створено дві книги Довідника, які містять практичні, перевірені власним досвідом експертів поради та настанови для людей, що отримали інвалідність внаслідок війни: ампутації кінцівок, порушення зору та слуху, поради членам родин. Книги також містять поради психолога, алгоритм отримання статусу особи з інвалідністю внаслідок війни, корисні контакти та QR-коди на освітні та мотивуючі відеоролики.[12]

- Проєкт «Формування системи психологічного супроводу захисників та їх родин як запорука стійкості громад» має на меті сприяти спроможності громади Києва задовольняти потреби військових, ветеранів та їх родин, а також психологічний супровід шляхом підготовки та розширення компетентностей військових, сімейних та інших психологів й психосоціальна підтримка, також взаємодія з органами місцевого самоврядування.[13] В рамках проєкту створено «Путівник у сфері ментального здоров’я військовослужбовців в умовах війни» розроблений з метою упорядкування сучасних наукових розробок та джерел інформації щодо психології бою, реакцій на бойові стресові фактори, методів допомоги та відновлення тощо. Путівник містить 46 джерел та анотацій до навчально-методичних посібників, практикумів, психоедукаційних і навчальних відеоматеріалів для фахівців сфери психічного здоров’я, які працюють з військовослужбовцями, ветеранами та членами їх родин.[14]

- Проєкт «Стійка родина – сильна країна» має на меті підсилити спроможність громад, організовуючи системний і безперервний психосоціальний супровід військовослужбовців, ветеранів,  а також членів їхніх родин. Формувати стандарти якісного надання послуг родинам військовослужбовців, ветеранів. Сприяти створенню в громадах превентивних заходів, щодо протидії домашнього насилля в часі війни. Профілактувати емоційне вигорання серед фахівців допомагаючих професій, шляхом підсилення компетентності та обізнаності в темах родинного консультування. Проєктом передбачено індивідуальні та парні консультації родинам військовослужбовців та ветеранів, проведення груп підтримки для партнерок учасників бойових дій; розробка методичних рекомендацій з особливостей парного консультування родин військовослужбовців та ветеранів; проведення тренінгів для психологів з особливостей парного консультування родин військовослужбовців та ветеранів; супервізійна підтримка психологів; дослідницька робота. Проєкт реалізується за фінансової підтримки Міжнародного фонду «Відродження».